# Stora Malms församling
Stora Malms församling var en församling i Strängnäs stift och i Katrineholms kommun i Södermanlands län. Församlingen uppgick 2002 i Katrineholm-Stora Malms församling. 

## Administrativ historik
Församlingen har medeltida ursprung. 1961 utbröts Katrineholms församling. Före 1961 var församlingen delad av kommungräns och därför hade den två församlingskoder, 042701 för delen i Stora Malms landskommun och 048300 för delen i Katrineholms stad.
Församlingen utgjorde till 1961 ett eget pastorat för att därefter till 1962 vara moderförsamling i pastoratet Stora Malm och Katrineholm. Församlingen var från 1962 till 1995 moderförsamling i pastoratet Stora Malm och Östra Vingåker för att därefter till 2002  bilda ett gemensamt pastorat med Katrineholms församling. Församlingen uppgick 2002 i Katrineholm-Stora Malms församling.

## Kyrkor
- Stora Malms kyrka